# Sipak
Sipak is een bestuurslaag in het regentschap Bogor van de provincie West-Java, Indonesië. Sipak telt 10.816 inwoners (volkstelling 2010).